# Sofielunds distrikt
Sofielunds distrikt är ett distrikt i Malmö kommun och Skåne län. 
Distriktet ligger i östra Malmö. 

## Tidigare administrativ tillhörighet
Distriktet inrättades 2016 och utgörs av en del av området som till 1971 utgjorde Malmö stad och före 1911 en del av Västra Skrävlinge socken.
Området motsvarar den omfattning Sofielunds församling hade 1999/2000 och fick 1969 efter utbrytning ur Västra Skrävlinge församling.